# François Rivat
Pour les articles homonymes, voir Rivat.
Frère François (Gabriel Rivat) (La Valla-en-Gier, 12 mars 1808 - Saint-Chamond, 22 janvier 1881) est un religieux, premier supérieur général des frères maristes et reconnu vénérable par l'Église catholique.

## Biographe
Il naît le 12 mars 1808 dans une famille de paysans, et il est baptisé le lendemain sous le nom de Gabriel. Lorsqu'il a 5 ans, sa mère l'emmène en pèlerinage à Valfleury qui est alors un important centre marial et le consacre à la Vierge Marie. En 1816, Marcellin Champagnat est nommé vicaire de la paroisse, il s'occupe surtout du catéchisme et de la préparation à la première communion. Gabriel suit avec attention cette préparation et progresse rapidement. Le vicaire a aussi le projet de fonder une nouvelle congrégation laïque masculine consacrée à Marie pour catéchiser et instruire les enfants de la campagne. Pour ce faire, il achète une maison où il réunit quelques jeunes pour en faire des frères. À partir de mars 1818, Gabriel commence à fréquenter la maison puis au mois de mai suivant, il vient vivre chez les frères. Le Père Champagnat engage ensuite un maître d'école pour se charger de l’école paroissiale et former les frères aux méthodes d'enseignement des frères des écoles chrétiennes. 
Le mercredi 8 septembre 1819, à 11 ans, Gabriel Rivat prend le nom de Frère François, il reçoit l’habit et se consacre à Dieu dans le but d'éduquer gratuitement les enfants des campagnes. Durant l’été 1824, il retourne à La Valla pour aider à la construction de la future maison-mère de l'institut qui sera appelé l'Hermitage. Le 11 octobre 1826, à l’âge de 18 ans, il prononce ses vœux perpétuels. Sa carrière d’enseignant s’arrête là car le Père Champagnat lui demande de rester à l’Hermitage pour l’aider ; il exerce les fonctions de maître des novices, de secrétaire, d’infirmier, et remplace le fondateur lorsque celui-ci est absent. Le Père Champagnat lui confie également la rédaction des constitutions religieuses et des coutumes de la communauté. 
En 1839, on procède à l'élection d'un supérieur car le fondateur est malade. C'est le frère François qui est élu.
Champagnat meurt l'année suivante. François doit obtenir l’autorisation de l'État pour son institut ainsi que la reconnaissance de l’Église, car l'institut est reconnu par les évêques des diocèses où ils sont présents mais pas par le gouvernement français ni par Rome. Ce manque de reconnaissance légale entraîne divers difficultés comme la possibilité d'exempter les frères du service militaire, de pouvoir se présenter à un examen et des frais de succession important lorsqu'un frère fait un testament en faveur de l’institut.
Le plus urgent est d'obtenir la dispense du service militaire qui dure au minimum 6 ans. En effet, dans les communautés reconnues, les membres sont dispensés du service militaire, tandis que si un frère mariste est appelé, il doit se présenter ou présenter un remplaçant qu'il faut payer très cher. Le Frère François prend contact avec deux congrégations de frères enseignants reconnues, mais sans beaucoup de membres : les frères de l'instruction chrétienne de Saint-Paul-Trois-Châteaux et les frères de l’institution chrétienne de Viviers. La fusion est conclue en 1842 pour la première communauté et deux ans plus part pour la seconde. Pour éviter le service militaire, les frères maristes appelés vont enseigner dans les écoles de ces frères. La nouvelle congrégation augmente également l'étendue de sa zone d’apostolat aux départements de la Drôme, de l'Isère, des Hautes-Alpes, de l’Ardèche, de la Haute-Loire et de la Loire.
Le Frère François continue toutefois les démarches pour la reconnaissance officielle des maristes ; ce qu'il obtient par un décret signé le 20 juin 1851 par le président de la République française, Louis-Napoléon Bonaparte. En 1860, il présente sa démission en invoquant des raisons de santé, mais reste supérieur de l'Hermitage. Il entretient un jardin avec amour et prend soin des animaux qui vivent dans les alentours. Il s'occupe également des frères malades et prie beaucoup ; 
il a une dévotion particulière aux mystères de l'Enfance et de la Passion et fait son chemin de croix quotidiennement, mais c'est surtout devant le Saint Sacrement qu'il aime se recueillir, viennent ensuite la Vierge et saint Joseph.
En 1876, le Frère François est victime d’une hémorragie cérébrale. Le 22 janvier 1881, les frères s'inquiètent car il n'est pas présent à la prière en commun ce qui n'est pas son habitude. Ils le trouvent inconscient ; il décède le soir même.

## Culte
Le procès de béatification se tient dans l'archidiocèse de Lyon entre 1912 et 1938. Le 20 mars 1924, les frères installent les restes de Marcellin Champagnat à l’intérieur de la chapelle de l’Hermitage et en profitent pour y installer également le corps de François. Ce dernier est reconnu vénérable le 4 juillet 1968 par le pape Paul VI.